# Антигистаминные препараты
Антигистаминные препараты — группа лекарственных средств, осуществляющих конкурентную блокаду рецепторов гистамина в организме, что приводит к торможению опосредуемых им эффектов.
Гистамин — нейромедиатор, способный оказывать влияние на дыхательные пути (вызывая отёк слизистой оболочки носа, бронхоспазм), кожу (зуд, волдырно-гиперемическую реакцию), желудочно-кишечный тракт (кишечные колики, стимуляцию желудочной секреции), сердечно-сосудистую систему (расширение капиллярных сосудов, повышение проницаемости сосудов, гипотензию, нарушение сердечного ритма), гладкую мускулатуру.
Усиление его влияния обусловливают аллергические реакции, поэтому антигистаминные препараты используются для профилактики и борьбы с проявлениями аллергии и параллергии, то есть в качестве неспецифических десенсибилизирующих средств для неспецифической гипосенсибилизации. Ещё одна область их применения — симптоматическая терапия/устранение симптомов при простудных заболеваниях (в том числе с целью недопущения аллергии на другие назначаемые препараты).
В настоящее время выделяют три группы блокаторов гистаминовых рецепторов (соответственно блокируемым ими рецепторам):
- H1-блокаторы — используются при терапии аллергических заболеваний.
- H2-блокаторы — используются при лечении заболеваний желудка (способствуют снижению желудочной секреции).
- H3-блокаторы[англ.] — используются в терапии неврологических заболеваний.
- H4-блокаторы (на стадии разработок и испытаний), к примеру тиоперамид, препараты JNJ 7777120, VUF-6002.

Кроме непосредственно блокаторов рецепторов к гистамину, существуют средства блокирующие его образование:
- Ингибиторы гистидиндекарбоксилазы, к примеру катехин, тритоквалин
- Стабилизаторы тучных клеток (стабилизируют их мембраны, препятствуя высвобождению гистамина), к примеру кромолин натрия, недокромил, β2-адреноблокаторы[нем.]